# Svazek obcí při formanské cestě
Svazek obcí při formanské cestě je svazek obcí v okresu Znojmo, jeho sídlem jsou Pavlice a jeho cílem je regionální rozvoj obecně, rozvoj cestovního ruchu, rozvoj životního prostředí, stavba a údržba kanalizace a ČOV a odpadové hospodářství. Sdružuje celkem 8 obcí a byl založen v roce 2000.

## Obce sdružené v mikroregionu
- Blanné
- Blížkovice
- Ctidružice
- Grešlové Mýto
- Hostim
- Pavlice
- Prokopov